# Herman Tjeenk Willink
Herman Diederik Tjeenk Willin (ur. 23 stycznia 1942 w Amsterdamie) – holenderski polityk, prawnik i urzędnik państwowy, parlamentarzysta, w latach 1991–1997 przewodniczący Eerste Kamer.

## Życiorys
Z wykształcenia prawnik, studiował na Uniwersytecie w Lejdzie, po czym do 1970 pracował na tej uczelni. Później zatrudniony w administracji rządowej, m.in. w latach 1972–1982 był zastępcą sekretarza rady ministrów, a następnie do 1986 komisarzem do spraw reorganizacji służb rządowych. W międzyczasie powrócił do pracy akademickiej na Uniwersytecie w Tilburgu.
Zaangażował się w działalność polityczną w ramach Partii Pracy. W latach 1987–1997 z jej ramienia zasiadał w Eerste Kamer. Od 1991 do 1997 pełnił funkcję przewodniczącego izby wyższej holenderskich Stanów Generalnych. Następnie został członkiem Rady Stanu, instytucji konsultującej projekty aktów prawnych. W latach 1997–2012 był wiceprzewodniczącym tego gremium, formalnie kierowanego przez monarchę. Stał się tym samym najbliższym doradcą królowej Beatrycze. Kilkakrotnie wykonywał obowiązki informateura w procesie negocjacji nad powołaniem holenderskich rządów.

## Odznaczenia
- Kawaler Orderu Oranje-Nassau (1997)
- Krzyż Wielki Orderu Oranje-Nassau (2012)[1]
- Krzyż Honorowy Orderu Domowego Orańskiego (2014)[2]